# Victorieux (roman)
Pour les articles homonymes, voir Victorieux.
Victorieux (titre original : Victorious) est le sixième roman de la série de science-fiction La Flotte perdue de l'écrivain Jack Campbell. Il est paru aux États-Unis en 2010 puis a été traduit en français et publié par les éditions L'Atalante la même année.

## Résumé
Geary, convoqué par le Grand Conseil de l’Alliance, est escorté par un peloton de ses fusiliers en cuirasse de combat. Il est accueilli par un détachement armé de fantassins, l’amiral Timbal sur les conseils de Rione parvient à désamorcer la situation. Elle lui avait dit que l’on chercherait à l’arrêter car les sénateurs ont peur qu’il prenne le pouvoir. Geary détaille le long périple  accompli par la flotte pour parvenir à Varandal. Il informe le Grand Conseil de l’existence d’extraterrestres qui ont implanté des virus dans les systèmes informatiques pour localiser les navires et qui ont certainement le pouvoir de faire exploser les portails comme à Kalixa. Le grand Conseil a du mal à croire que Geary ne veut pas prendre le pouvoir. Il donne son accord au plan pour vaincre les Syndics et obtenir la paix, le nomme amiral de la flotte de l’Alliance ce qui n’a jamais été fait auparavant. Geary accepte à la condition que cela ne soit que temporaire, jusqu’à la fin de la guerre.
Rione qui avec les sénateurs Costa et Sakaï vont représenter le Grand Conseil, fait embarquer le syndic Boyens. Etant le commandant en second de la flotte de réserve, il livre quelques informations sur les extraterrestres.
Dans le système d’Atalia, la flotte est attaquée par une nuée de vedettes d’assaut rapides qui sont décimées. Les dirigeants d’Atalia, annoncent leur sécession avec les Mondes syndiqués et leur reddition. Duellos se rend à bord de l’Indomptable à la demande de Tanya pour convaincre Geary de rester amiral après la défaite des Syndics. Geary refuse pour pouvoir avoir une relation conforme à l’honneur avec Tanya.
Dans le système d’Indras, avant d’emprunter le portail pour Zevos, Geary a enfin une discussion avec sa petite nièce Jane.
De Zevos la flotte emprunte un point de saut jusqu’au système mère syndic. Dès son arrivée, elle lance des frappes cinétiques sur toutes les installations de défenses fixes. Les dirigeants syndics sont sur un cuirassé proche d’un point de saut, ils envisagent de faire exploser le portail pour anéantir la flotte de Geary et de lui en faire endosser la responsabilité. Il place sa flotte derrière l’étoile pour la protéger et informe les habitants du système de sa probable destruction par leurs dirigeants. Un nouveau Conseil exécutif se forme sur la planète, accepte le plan de fin de guerre et neutralise le dispositif de destruction du portail. La flotte syndic détruit le cuirassé de l’ancien conseil et son escorte puis elle est quasiment annihilée par celle de Geary. Le portail s’effondre mais le dispositif de sauvegarde empêche son explosion. La paix est enfin signée mais le nouveau Conseil exécutif n’ayant plus les moyens de maintenir la cohérence des Mondes syndiqués, de nombreux systèmes stellaires risquent de faire sécession.
Un appel au secours du système Midway (Mitan) parvient pendant les pourparlers. Les extraterrestres, nommés Enigmas, menacent Midway. Ils sont certainement responsables de l’effondrement du portail du système mère, croyant détruire les flottes syndics et de l’Alliance.
Les officiers décident d’aller arrêter les Enigmas à la frontière syndic. Dans le système de Midway, la commandante en chef Iceni ordonne à sa flottille de se mettre à la disposition de Geary. Les Enigmas arrivent et exigent le départ de la flotte de l’Alliance, leurs navires étant trois fois plus nombreux. Lorsque les virus implantés dans les systèmes sont éliminés, la flotte de Geary est le double de celle des Enigmas qui sont battus à plate couture. Les rescapés fuient, toutes les épaves s’autodétruisent interdisant ainsi tout renseignement sur eux. Geary libère Boyens et lui donne les moyens de localiser et désactiver les virus extraterrestres.
De retour à Varandal, Geary démissionne de son grade d’amiral et parvient à rejoindre Tanya qui va embarquer sur un navire en direction de Kosatka, sa planète natale. Il lui demande de l’épouser, elle accepte.